# طلوع (آلبوم)
 طلوع نام یک آلبوم موسیقی اثر معین در سال ۱۳۸۶، خوانندهٔ ایرانی است که در سبک پاپ تهیه شده و دارای ۱۱ آهنگ است. معین در این آلبوم، در کنار هنرمندان خارج از ایران  با برخی هنرمندان داخل ایران نیز همکاری داشته است. بابک بیات آهنگسازی قطعات این آلبوم را بر برعهده و ترانه‌سرایان آن بابک صحرایی، اهورا ایمان و ترانه مکرم، همگی از ترانه‌سرایان جوان داخل ایران بودند. معین در مصاحبه‌ای اعلام کرده گرچه «از کارهای قدیمی‌اش فاصله نگرفته ولی به نوگرایی روی آورده است.» 

## فهرست آهنگ‌ها
| آلبوم طلوع، شرکت MZM، ۱۳۸۶ |                     |                     |                |
| آهنگ                       | ترانه سرا           | آهنگساز             | تنظیم          |
| ملاقات                     | ژاکلین              | ژاکلین              | کاظم عالمی     |
| خوشبینی                    | بابک رادمنش         | بابک رادمنش         | بابک رادمنش    |
| جدایی                      | بابک صحرایی         | بابک بیات           | فرد میرزا      |
| ای عشق                     | بابک رادمنش         | بابک رادمنش         | بابک رادمنش    |
| وقتی تو با من نیستی        | اهورا ایمان         | بابک بیات           | بامداد بیات    |
| به تو گفتم نگفتم           | زویا زاکاریان       | صادق نوجوکی         | صادق نوجوکی    |
| تو مگه قلبِ مَنی             | بابک رادمنش         | بابک رادمنش         | آرا هایراپتیان |
| طلوع                       | ترانه مکرّم          | بابک زرّین           | بابک زرّین      |
| بت‌پرست                     | بامداد جویباری      | ناصر تبریزی         | فرد میرزا      |
| شراب                       | استاد فضل الله توکل | استاد فضل الله توکل | آرا هایراپتیان |
| ای دریغ                    | فضل الله توکل       | فضل الله توکل       | پیام طونی      |